# Papirius Fabianus
Papirius Fabianus (Kr. e. 1. század) római filozófus.
Idősebb Seneca kortársa volt, nyilvános előadásokat tartott a filozófiáról, továbbá filozófiai és természetrajzi munkákat készített. Munkái néhány töredék kivételével elvesztek.